# Дрязженка (река)
Дрязженка (устар. Дряжжинка) — река в России, протекает по Порховскому району Псковской области. Устье реки находится в 103 км по левому берегу реки Шелонь у деревни Дрязженка. Длина реки составляет 14 км.
Река протекает по территории Дубровенской волости.

## Данные водного реестра
По данным государственного водного реестра России относится к Балтийскому бассейновому округу, водохозяйственный участок реки — Шелонь, речной подбассейн реки — Волхов. Относится к речному бассейну реки Нева (включая бассейны рек Онежского и Ладожского озера).
Код объекта в государственном водном реестре — 01040200412102000024670.